# Verbond van duivenkervel en kroontjeskruid
Het verbond van duivenkervel en kroontjeskruid (Fumario-Euphorbion) is een verbond uit de orde van grote klaproos (Papaveretalia rhoeadis).

## Naamgeving en codering
- Syntaxoncode voor Nederland (rVvN): r31Ab

De wetenschappelijke naam Fumario-Euphorbion is afgeleid van de botanische namen van de twee diagnostische akkerkruiden gewone duivenkervel (Fumaria officinalis) en kroontjeskruid (Euphorbia helioscopia).

## Associaties in Nederland en Vlaanderen
Het verbond van duivenkervel en kroontjeskruid wordt in Nederland en Vlaanderen vertegenwoordigd door twee associaties.
- - associatie van grote ereprijs en witte krodde (Veronico-Lamietum)
  - tuinbingelkruid-associatie (Mercurialietum annuae)
  - associatie van korrelganzenvoet en stijve klaverzuring (Chenopodio-Oxalidetum fontanae)

## Natuurbeheer
De gemeenschappen uit het verbond van duivenkervel en kroontjeskruid sluiten het best aan bij de functionele natuurvisie.

## Fotogalerij

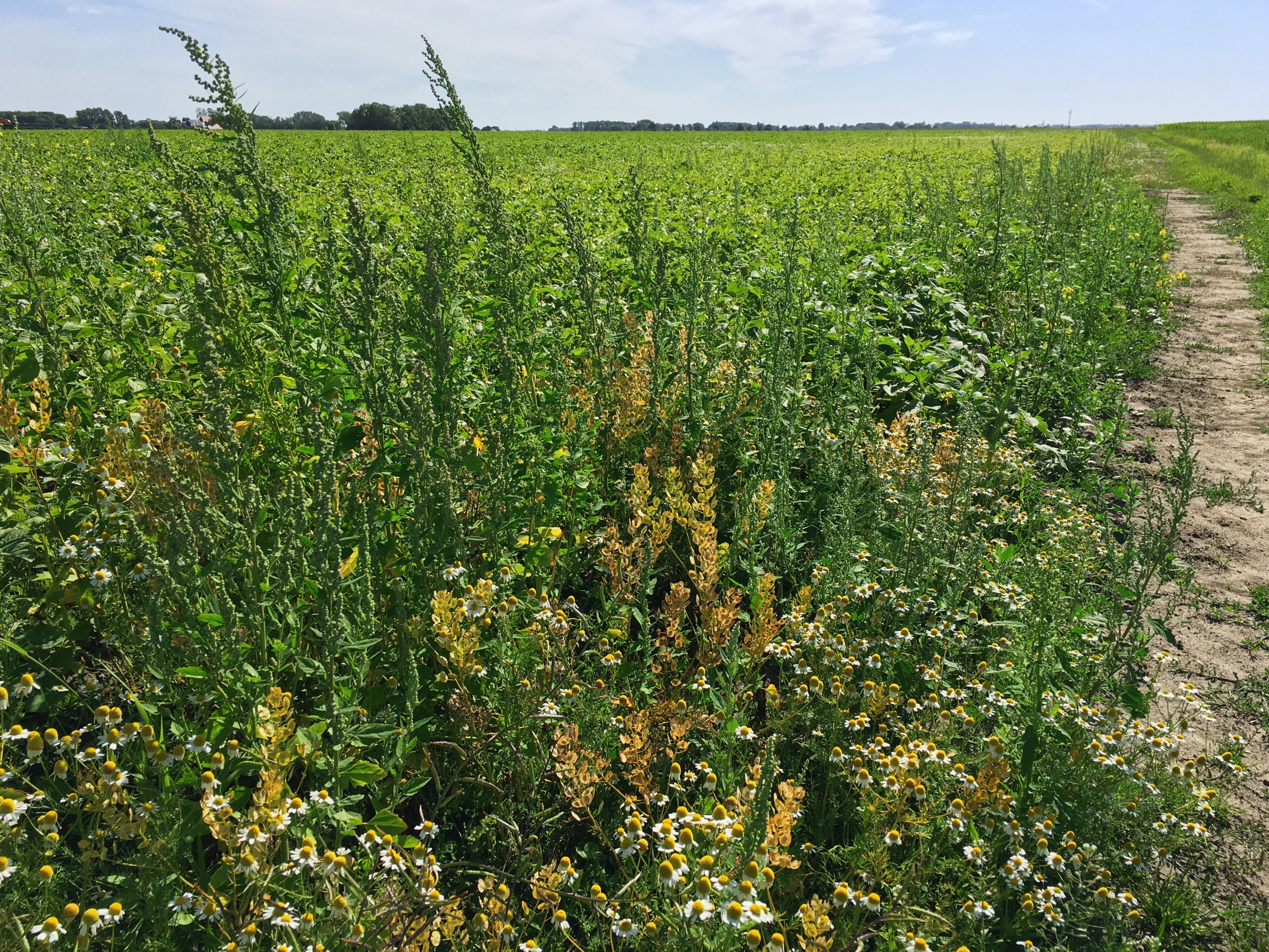
Associatie van grote ereprijs en witte krodde
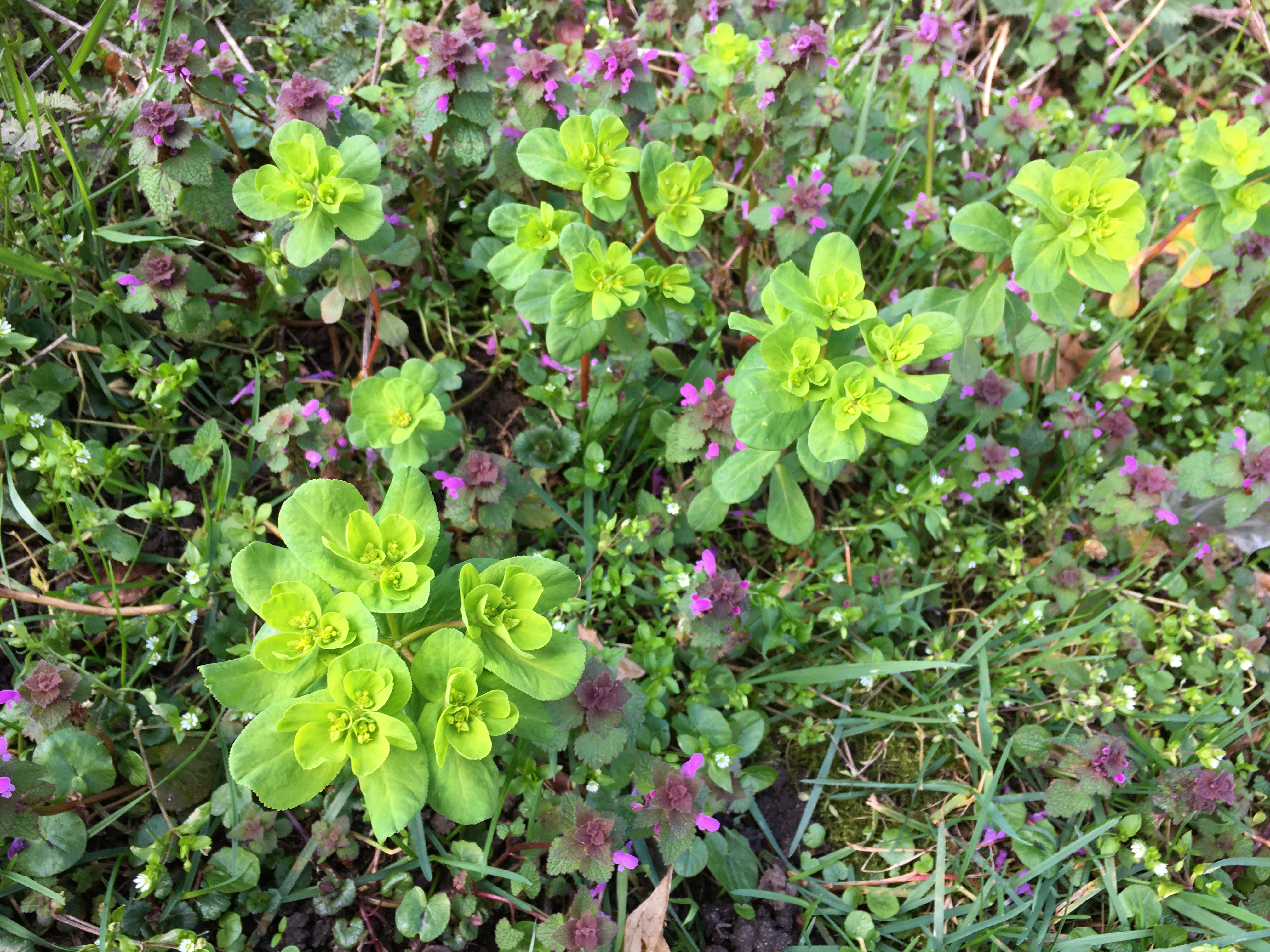
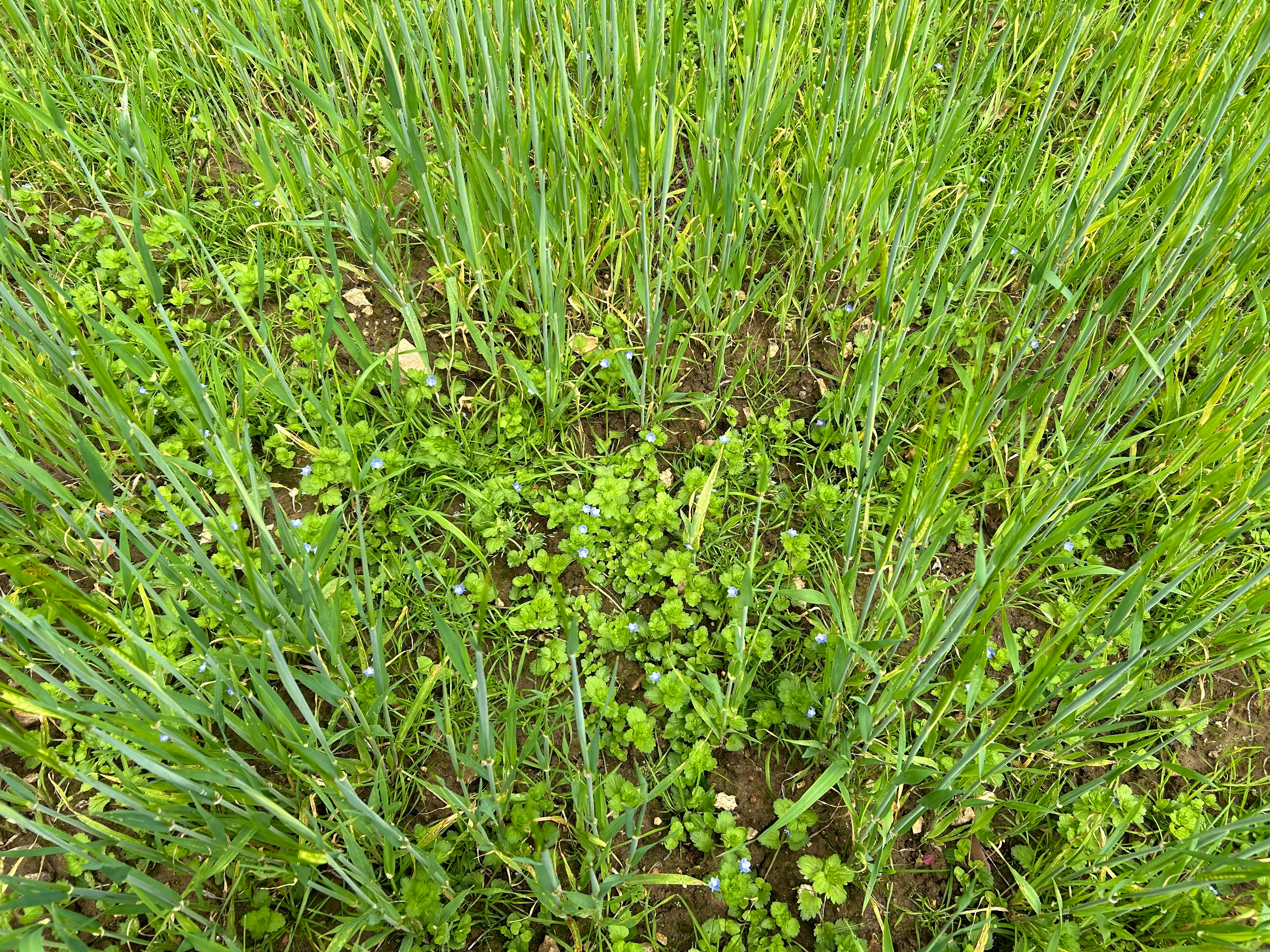
De associatie van grote ereprijs en witte krodde in een graanakker